# Ginger Romàn
Pour les articles homonymes, voir Roman et Ringer.
Ginger Ringer, dite Ginger Romàn, née le 1er mars 1984,, est une actrice française. 
Elle a notamment joué dans les films Bas-fonds (2010), Les Souvenirs (2014), Bangkok United (2014) et la série télévisée Le Bureau des légendes (2015).

## Biographie
Ginger Romàn est fille de Catherine Ringer et Fred Chichin, qui avaient formé le duo français pop rock Les Rita Mitsouko. 
Elle suit une formation artistique de 2009 à 2010 au Studio Pygmalion.
Ginger Romàn est l'aînée d'une fratrie de trois. Son frère Raoul Chichin et sa sœur, Simone Ringer, font partie du groupe Minuit.

## Filmographie

### Cinéma
- 2010 : Bas-fonds d'Isild Le Besco : Barbara Vidal
- 2013 : Les Lézards de Vincent Mariette (court métrage) : la femme topless
- 2013 : L'Albatros d'Emmanuel Bonnat (court métrage) : Sarah
- 2014 : Bangkok United de Christophe Régin (court métrage) : Nadège
- 2014 : Les Souvenirs de Jean-Paul Rouve : la serveuse
- 2014 : Victor irait bien à Berlin (court métrage) : Hélène
- 2016 : Voir du pays de Delphine et Muriel Coulin : Fanny
- 2017 : La Mélodie de Rachid Hami : Marie Pagès
- 2018 : Après la nuit de Valentin Plisson et Maxime Roux (court métrage) : Isa
- 2019 : Olla d'Ariane Labed (court métrage) : la caissière du supermarché
- 2021 : Betta d'Eléonore Wismes (court métrage)

### Télévision
- 2013 : Cherif (série télévisée), saison 1, épisode 3 Le Dernier mot de Vincent Giovanni : Milou
- 2016 : Le Bureau des légendes (série télévisée), saison 2, épisodes 1, 5, 7 : Violette